# Сафарли, Эльтадж
Эльтадж Сафарли (азерб. Eltac Səfərli, род. 18 мая 1992, Баку) — азербайджанский шахматист, международный гроссмейстер. Чемпион Европы (2013) командного чемпионата в составе сборной Азербайджана.

## Карьера
В декабре 2024 года на чемпионате Европы по рапиду и блицу 2024, прошедшем в Скопье (Северная Македония) в соревнованиях по рапиду занял 4 место.

## Рейтинг
На апрель 2009 года Сафарли имел рейтинг 2599 и занимал 181-е место в рейтинг-листе активных шахматистов ФИДЕ. В европейском рейтинг-листе занимал 151 место, в национальном рейтинге на 7 месте.
На июнь 2013 года с рейтингом 2660 занимал 84-е место в списке лучших игроков ФИДЕ.

## Достижения
- 2002 — Чемпион Европы среди юниоров до 10 лет. Испания[4]
- 2003 — Чемпион Европы среди молодёжи. Будва, Сербия и Черногория[5]
- 2006 — Победитель международного шахматного турнира среди юношей. Дубай, ОАЭ[6]
- 2007 — Серебряный призёр чемпионата Азербайджана среди взрослых[7]
- 2008 — Бронзовый призёр чемпионата мира по шахматам среди юношей до 20 лет. Газиантеп, Турция[8]
- 2008 — Победитель международного шахматного турнира. Абу-Даби, ОАЭ[9]
- 2008 — Бронзовый призёр международного турнира в Мальорке, Испания[10]
- 2010 — Победитель Мемориала Чигорина в Санкт-Петербурге, Россия.

## Изменения рейтинга
| Графики недоступны из-за технических проблем. См. информацию на Фабрикаторе и на mediawiki.org. |